# 乙铝烷
乙铝烷或六氢化二铝是一种不稳定的化合物，化学式为Al2H6，它会自身聚合为氢化铝（(AlH3)n）。它可以在固态氢中得到并研究。
理论计算表明，它和联氨反应脱氢，生成H2AlNH2：
Al2H6 + N2H4 → 2 H2AlNH2 + H2